# Crackdust
Crackdust ist eine Death-Metal-Band aus Botswana in Afrika. Crackdust spielen eine aggressivere Variante des Death Metal. Ihre Themen sind die Untoten, Hass und Gewalt.

## Geschichte
Crackdust wurde zu Beginn des Jahres 2006 von Roth (Gesang, E-Gitarre),  S’Bond (Bass) und Dlax (Schlagzeug) gegründet. Die Band veröffentlichte im gleichen Jahr die erste Single Deranged Psychopath. Ihr Debütalbum Dented Reality wurde im Dezember 2007 bei Core Riodic veröffentlicht. Mitte 2008 kam Lee als neuer Bassist zur Band. Der vorherige Bassist S’Bond wurde der zweite Gitarrist der Band.
Anfang September 2008 war Crackdust die Eröffnungsband des Woodstock Botswana. 2011 veröffentlichten sie eine zweite Single Return of the Gods.

## Stil
Besonders charakteristisch ist die Schwerfälligkeit der Stücke. Sie sind langsam gehalten, wobei die gefühlte Geschwindigkeit wesentlich höher ist. Klanglich erinnern die Lieder an eine Mischung aus Bolt Thrower und Dan Swanös langsameren Werken. Auch wird die Musik von Crackdust mit der von Cannibal Corpse verglichen.

## Diskografie
Singles
- 2006: Deranged Psychopath
- 2011: Return of the Gods

Alben
- 2008: Dented Reality (Core Riodic)